# Montanejos
Montanejos (o, de vegades en català, Montanells) és un municipi del País Valencià que es troba a la comarca de l'Alt Millars.

## Geografia
El poble està enclavat a les muntanyes de la serra de Los Tajos, a la vora del riu Millars. Són coneguts els estrets que formen el riu i el barranc de la Maimona, on es poden contemplar panorames vistosos i hi ha instal·lades múltiples vies d'escalada. Un tercer riu, el Montant, tanca el poble per la part de la carretera d'Onda.
En el riu Millars, que discorre entre estos estrets, es pot prendre el bany en piscines naturals que aporta aigües a les fonts dels Banys, de la Tancada, Zorrica, etc. Destaquen també l'embassament d'Arenós, el Morrón de Campos, el Castell, els Tres Pinitos, Cova Negra, etc.

### Nuclis

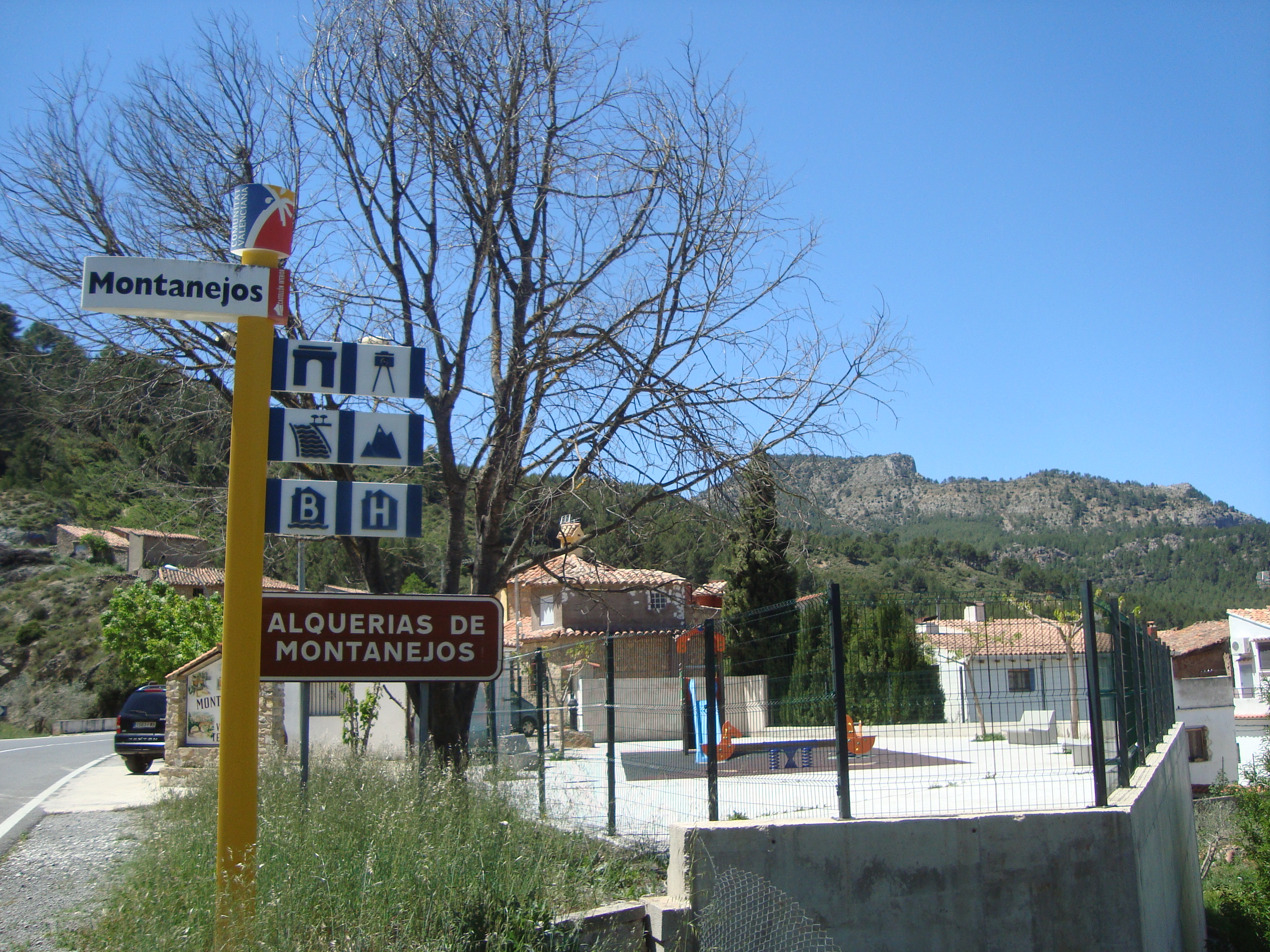
L'Alqueria, Montanejos

Montanejos compta en el seu terme municipal amb la pedania de l'Alqueria.
En 1974 el terme municipal de Campos d'Arenós va passar a formar part de Montanejos, tres anys abans de finalitzar les obres de l'embassament d'Arenós.

### Localitats limítrofes
Limita amb Cortes d'Arenós, la Pobla d'Arenós, la Font de la Reina, Montant i Aranyel.

## Història
Es tracta d'una població d'origen àrab que naix quan l'Alquería de Abajo i l'Alquería de Arriba passen a formar part del castell de Montant. Manté la població morisca fins a 1609, any en el qual es decreta la seua expulsió.

## Demografia
| 1990 | 1992 | 1994 | 1996 | 1998 | 2000 | 2002 | 2004 | 2005 | 2006 | 2007 | 2010 | 2012 |
| ---- | ---- | ---- | ---- | ---- | ---- | ---- | ---- | ---- | ---- | ---- | ---- | ---- |
| 443  | 417  | 400  | 404  | 408  | 415  | 453  | 481  | 488  | 500  | 604  | 618  | 620  |

## Economia
Les activitats econòmiques del municipi són l'agricultura, els serveis i el balneari.

## Política i govern

### Composició de la Corporació Municipal
El Ple de l'Ajuntament està format per 7 regidors. En les eleccions municipals de 26 de maig de 2019 foren elegits 4 regidors del Partit Socialista del País Valencià (PSPV-PSOE), 2 del Partit Popular (PP) i 1 de Ciutadans - Partit de la Ciutadania (Cs).
| Eleccions municipals de 26 de maig de 2019 - Montanejos                                                              |                                          |                                     |                                     |      |          |          |
| Candidatura | Candidatura                              | Candidatura                         | Cap de llista                       | Vots | Vots     | Regidors |
| | Partit Socialista del País Valencià-PSOE |                                     | Miguel Sandalinas Collado           | 199  | 54,37%   | 4 ()     |
| | Partit Popular                           |                                     | Natividad Santabibiana Tarazona     | 119  | 32,51%   | 2 (-1)   |
| | Ciutadans - Partit de la Ciutadania      |                                     | Fermín Silvestre Juan               | 47   | 12,84%   | 1 (+1)   |
| | Vots en blanc                            |                                     |                                     | 1    | 0,27%    |          |
| Total vots vàlids i regidors                                                                                         | Total vots vàlids i regidors             | Total vots vàlids i regidors        | Total vots vàlids i regidors        | 366  | 100 %    | 7        |
| | Vots nuls                                | Vots nuls                           | Vots nuls                           | 7    | 1,88%    |          |
| Participació (vots vàlids més nuls)                                                                                  | Participació (vots vàlids més nuls)      | Participació (vots vàlids més nuls) | Participació (vots vàlids més nuls) | 373  | 83,26%** |          |
| Abstenció | Abstenció                                | Abstenció                           | Abstenció                           | 75*  | 16,74%** |          |
| Total cens electoral                                                                                                 | Total cens electoral                     | Total cens electoral                | Total cens electoral                | 448* | 100 %**  |          |
| Alcalde: Miguel Sandalinas Collado (PSPV) (15/06/2019) Per majoria absoluta dels vots dels regidors (4 vots de PSPV) |                                          |                                     |                                     |      |          |          |
| Fonts: JEC, JEZ Sogorb, Periòdic Ara. (* No són vots sinó electors. ** Percentatge respecte del cens electoral.)     |                                          |                                     |                                     |      |          |          |

### Alcaldia
Des de 2015 l'alcalde de Montanejos és Miguel Sandalinas Collado, del Partit Socialista del País Valencià (PSPV-PSOE).
| Període                       | Alcalde o alcaldessa        | Partit polític | Data de possessió | Observacions |
| ----------------------------- | --------------------------- | -------------- | ----------------- | ------------ |
| 1979–1983                     | José Antonio Galiana Aragón | UCD            | 19/04/1979        | --           |
| 1983–1987                     | José Antonio Galiana Aragón | PDL            | 28/05/1983        | --           |
| 1987–1991                     | Valentín Collado Fornàs     | PSPV-PSOE      | 30/06/1987        | --           |
| 1991–1995                     | Valentín Collado Fornàs     | PSPV-PSOE      | 15/06/1991        | --           |
| 1995–1999                     | Laureano Sandalinas Gil     | PP             | 17/06/1995        | --           |
| 1999–2003                     | Laureano Sandalinas Gil     | PP             | 03/07/1999        | --           |
| 2003–2007                     | Laureano Sandalinas Gil     | PP             | 14/06/2003        | --           |
| 2007–2011                     | Laureano Sandalinas Gil     | PP             | 16/06/2007        | --           |
| 2011–2015                     | Laureano Sandalinas Gil     | PP             | 11/06/2011        | --           |
| 2015–2019                     | Miguel Sandalinas Collado   | PSPV-PSOE      | 13/06/2015        | --           |
| 2019-2023                     | Miguel Sandalinas Collado   | PSPV-PSOE      | 15/06/2019        | --           |
| Des de 2023                   | Miguel Sandalinas Collado   | PSPV-PSOE      | 17/06/2023        | --           |
| Fonts: Generalitat Valenciana |                             |                |                   |              |

## Monuments

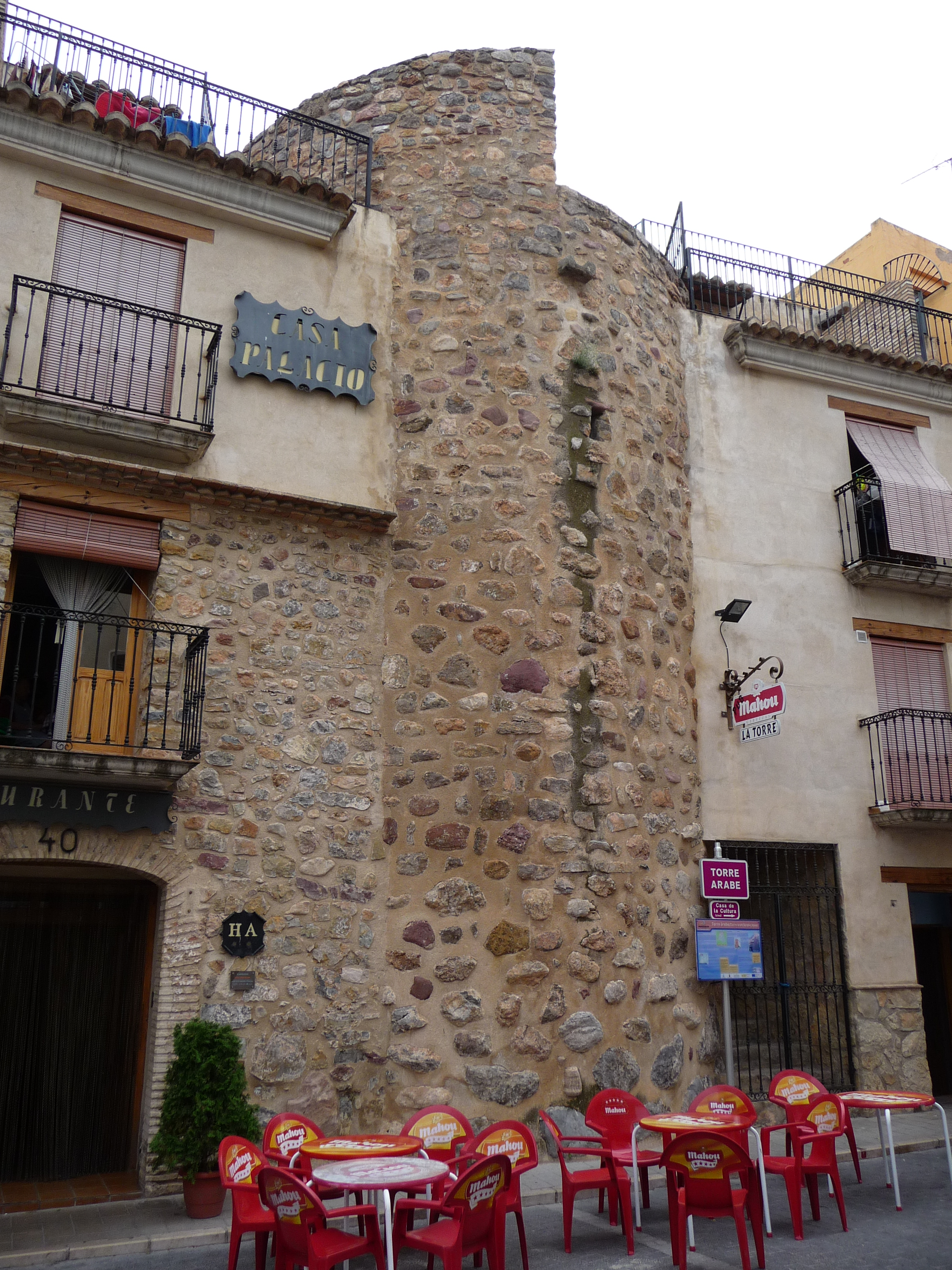
Torre de Montanejos.

- Església de Sant Jaume. Del segle xviii. Conté valuoses pintures al fresc, obra de Lluís Antoni Planes, datades a finals del segle xviii i que seguixen l'estil que marcava en aquella època l'Acadèmia de Sant Carles, un academicisme caracteritzat pel classicisme, la moderació, l'equilibri i la norma.

- El Castell. Restes d'un antic castell d'època musulmana situat en una posició estratègica, sobre el cim d'una muntanya situada al marge esquerre del riu Montant i des del qual es domina part del riu Millars, tot el pla que forma al seu pas per Montanejos, els camins que baixaven des de la zona de Cortes d'Arenós i Sucaina i les actuals poblacions de Montant i La Alquería. Les restes que es poden contemplar actualment són tres estructures diferenciades, dues torres i un aljub. A més s'aprecien també alguns trams de muralla.

- Ermita de la Mare de Déu dels Desemparats. Del segle xvii. Situada al barri de L'Alqueria. Destaquen el seu campanar i el seu pòrtic. L'estructura és d'una sola nau encara que té petites capelles adossades a ambdós murs laterals. Les rajoles o taulellets del campanar daten de la segona meitat del segle xvii i principis del segle xviii. És una rajola quadrada de cambra perquè el seu dibuix complet s'ha partit en quatre parts. Representa una roseta, fulles corbades, fruits i una palmeta en l'angle.

- La Torre. Antiga torre de vigilància situada en el nucli urbà, enfront de l'església. És de planta circular i alçat cilíndric. Està construïda amb cudols de diferents grandàries, provinents del riu i travats amb argamassa. Actualment està adossada a l'antic palau dels Comtes de Vallterra. Se'n conserven únicament els murs mestres exteriors, ja que els interiors han estat derrocats.

- Pont de Sant Josep. Del segle xix. Té estructura de tres arcs de mig punt i està realitzat en pedra. Pel seu interior circula una petita séquia que duu aigua de reg fins a l'Alqueria, per això es denomina pont-aqüeducte. Cap a la meitat de l'estructura s'alcen dues fornícules a ambdues parts del pont on s'han col·locat sengles panells ceràmics en els quals es representen la Mare de Déu dels Desemparats i Sant Josep, qui dona nom al pont.

- Los Baños. Les restes de Los Baños es troben al marge dret del riu, prop de la font del mateix nom. Hi ha dues estructures diferenciades: d'una banda un parament de pedra calcària de forma semicircular, dividit en tres cossos i, de l'altra, una altra construcció adossada, de planta quadrada amb dues obertures en un dels seus murs. Es creu que possiblement esta darrera construcció fora posterior per la diferència de factura constructiva i que probablement es tractara d'un molí d'aigua. A més, s'hi pot contemplar una extensa xarxa de petites séquies que duen l'aigua. L'estructura de l'edifici tingué similituds amb la dels banys romans.

## Llocs d'interés

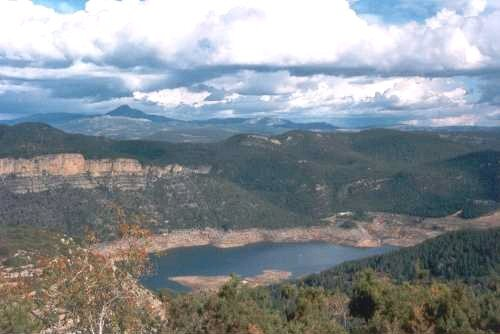
Embassament d'Arenós

- L'Alqueria. Nucli de poques famílies, que estava rodejat d'una muralla. En este tipus d'urbanisme és molt característic el traçat irregular dels carrers, els quals solen ser estrets i poc il·luminats, i fan la sensació de ser laberíntics, ja que no permeten l'orientació ni la visió general. La ciutat es convertix en un agregat de cases que mostra un organisme compacte.

- La Cueva Negra. Es tracta d'una cova de molt àmplies dimensions; l'accés té lloc a través d'una gran boca de 26 x 10 m després de la qual trobem una enorme cavitat amb una superfície de 2.300 m² i un volum de 40.000m3, que la convertixen en una de les sales més grans de tot el País Valencià. L'interior de la cavitat es troba ple de grans blocs de roca la disposició de les quals arriba a formar pseudogaleries, amb uns fragments de roca denominats clasts, que són producte de processos de despreniment.

- El Chorro. Es tracta del punt de desguàs de l'Embassament d'Arenós, construït per a la regulació de cabals del riu Millars. Si descendim fins al pont situat en les proximitats del doll d'aigua podrem apreciar de prop, però de manera segura, la potència i la bellesa de l'aigua en caure, així com les espectaculars parets verticals de calcària, de més de 100 m, a través de les quals s'ha excavat esta canalització i on crida l'atenció l'extraordinària horitzontalitat dels estrats geològics.

- Los Estrechos. Situats entre la població de Montanejos i l'embassament d'Arenós, es tracta d'un dels trams més bells del riu Millars, on encaixa, en un congost d'uns 25 m d'ample, entre parets pràcticament verticals que en alguns punts superen els 100 m d'altura. Les parets quasi verticals presenten una intenses coloracions rogenques.

- Barranc de la Maimona. Constituïx una microrreserva de flora.
- Font de los Baños. És una font d'aigües termals amb característiques i propietats mineromedicinals

- Embassament d'Arenós.

- El Balneari.

## Festes i celebracions
- Festes patronals. Se celebren a principis de setembre en honor de la Verge del Roser, Verge dels Desemparats i Sagrat Cor.
- La Immaculada. Se celebra el 8 de desembre amb la festa de El Torico amb bous al carrer i sopars populars.
- Nadal. El 25 de desembre es canten albaes i nadalenques pels carrers.
- Sant Antoni. Se celebra el cap de setmana més pròxim al 17 de gener amb benedicció d'animals, processó i repartiment dels típics rotllos o "caritat".
- Sant Jaume. Se celebra el 25 de juliol.

## Nota tràgica
A Montanejos va morir assassinat el jove independentista catalanista Guillem Agulló i Salvador a mans d'un grup de joves feixistes l'any 1993.